# سامريبوي
سامريبوي هي مدينة تقع في المنطقة الغربية (غانا) [الإنجليزية] من غانا. تقع على بعد حوالي 6 ساعات بالسيارة من كوماسي في منطقة أشانتي.